# موجة الإصبع

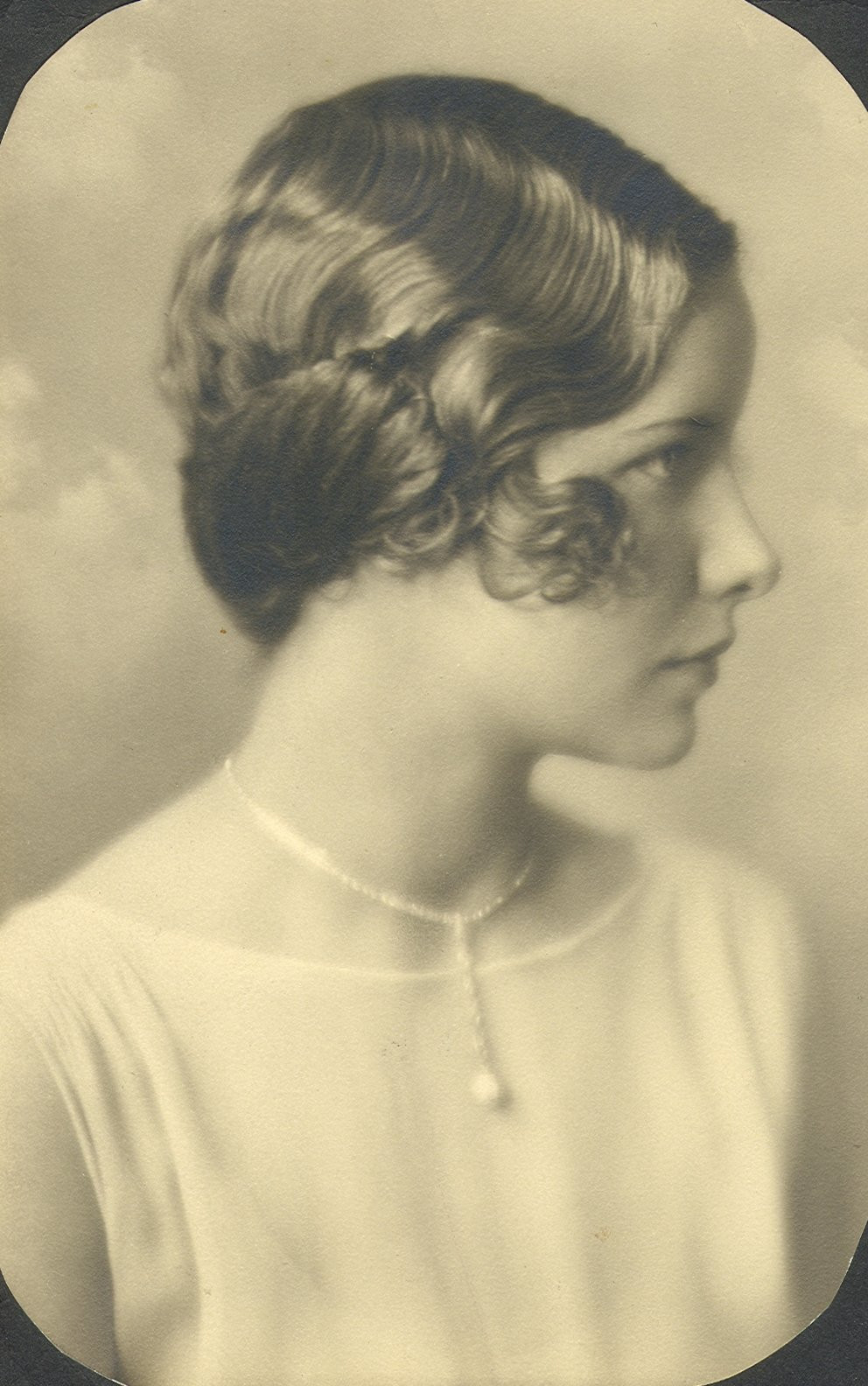
تصفيفة الشعر لموجة إصبع كبيرة.

موجة الإصبع هي طريقة لتسريح الشعر على شكل تموجات (تجعيد الشعر) التي كانت شائعة في عشرينيات وأوائل ثلاثينيات القرن الماضي ومرة أخرى في أواخر التسعينيات في أمريكا الشمالية وأوروبا. يُنسب الفضل في شهرة تسريحة موجة الإصبع إلى ممثلات الشاشة الفضية مثل جوزفين بيكر وبيت ديفيس. بالعودة إلى التسعينيات، اشتهر هذا الأسلوب من قبل نجوم البوب مثل مادونا ونجوم الهيب هوب في ذلك الوقت، مثل ميسي إليوت. كانت شعبية موجات الأصابع في التسعينيات مدعومة بحركة نحو شعر أقصر وأكثر طبيعية في المجتمع الأفريقي الأمريكي.
تضمنت العملية مسك الشعر بين الأصابع وتمشيط الشعر في اتجاهات متناوبة لعمل موجة على شكل حرف "S". ثم استخدام مستحضر لتمويج الشعر ليحافظ على شكله. تم صنع المستحضر تقليديًا باستخدام صمغ كارايا، ولكن الأساليب الحديثة غالبًا ما تستخدم جل التصفيف السائل أو مثبت الشعر. على مر السنين، أصبح استخدام مشابك الشعر (ولاحقًا أشرطة الشعر) شائعًا أيضًا للاحتفاظ بالموجات الرطبة الثقيلة حتى يجف الجل. بحسب «تقنيات عشرينيات وثلاثينيات القرن الماضي»:
طورت موجات الأصابع في عشرينيات القرن الماضي لإضافة أسلوب وتنعيم مظهر التمايل لتصفيفات الشعر المتعرجة التي أصبحت شائعة جدًا خلال زمن المتحررات.
قام العديد من نجوم السينما في هوليوود بمواكبة أحدث موجات الأصابع التي ساهمت في شعبية هذا الأسلوب وتطوره.
موجات الإصبع هو تشكيل الشعر وهو مبلل في تموجات منحنية على شكل "S" بالأصابع والمشط. هذه التموجات، عندما تجف دون تخريب، سوف تصبح على شكل موجات عميقة. تختلف موجات الإصبع عن تمويج مارسيل في عدم وجود مكواة ساخنة مستخدمة على الشعر. موجة الإصبع ليست فقط بالشعر المجعد طبيعي أو المموج بشكل دائم، ولكنه ناجح أيضًا على الشعر الأملس.
تتشابه موجات الأصابع مع موجة مارسيل في المظهر ويمكن الخلط بينها بسهولة، على عكس موجات الأصابع، يُستخدم في موجة مارسيل، مكواة تجعيد ساخنة، وهي أكثر ديمومة من موجات الإصبع. تصفيفة الشعر الأخرى التي غالبًا ما يتم الخلط بينها وبين موجات الإصبع هي طريقة الكروكينول لتجعيد الشعر المستخدمة لإنشاء موجة دائمة، في هذه الطريقة، يتم تجعيد الشعر باستخدام أدوات تجعيد ساخنة ثم تشكيله على شكل موجات.
أدت شعبية تصفيفة الشعر إلى اختراع مشط محسن من قبل بول كومبان لمصففي الشعر لخلق التموجات بشكل أكثر كفاءة.
عند تصفيف الشعر بموجات الإصبع بشكل عرضي، من الشائع تليين النمط عن طريق تفريش الأمواج. للحصول على تأثير أكثر دراماتيكية، تُترك الأمواج في الشكل الأصلي. يمكن رؤية بعض الأمثلة على موجات الأصابع الحديثة في عروض مدرج 2016 لمارك جاكوبس وبرادا وجايسون وو وستيلا ماكارتني وسالفاتوري فيراغامو.